# Principe Amedeo (skib, 1874)
Det italienske panserskib Principe Amedeo lagde navn til en klasse på to skibe, der var de sidste italienske panserskibe med rigning og med kanonerne bag kanonporte. Skibet var opkaldt efter fyrst Amedeo af Savoyen, der i 1870-1873 var konge af Spanien som Amadeus 1. Skibet var det foreløbigt eneste med dette navn i den italienske flåde.

## Design og konstruktion
Principe Amedeo klassen var designet af Giuseppe de Luca, der var generalinspektør for den italienske marines ingeniørkorps (Corpo del Genio Navale). Skibene beskrives jævnligt som de første helt italiensk designede panserskibe, men de Luca stod også for den foregående Roma klasse, og det står ikke lysende klart, hvad disse manglede i at være rent "italienske". Principe Amedeo klassen var de sidste italienske panserskibe med træskrog, og skroget var flere steder forstærket med jern. Pansringen var af smedejern og havde en tykkelse på 220 mm langs vandlinjen og 140 mm ved kanonportene midtskibs.
Skibet havde en længde på 79,7 m og en bredde på 17,4 m. Dybgangen var 7,9 m og deplacementet var på 5.761 tons. Besætningen talte 548 mand.

### Fremdrift
Principe Amedeo havde en dampmaskine fra Società d'industie meccaniche i Petrarsa, der drev en enkelt skrue, og maskinkraften var på 3.310 HK. Skibet præsterede kun 12,2 knob på sin prøvefart i februar 1875, men Kronenfels gør opmærksom på, at der ved den lejlighed var problemer med sikkerhedsventilen, og at skibets bund ikke var ren. Kulbeholdningen rakte til 1.780 sømil ved 10 knob. Skibene i klassen var de sidste italiensk panserskibe med rigning, i form af tremastet barkrigning.

### Bevæbning
Klassen var oprindeligt designet til at have 12 styk 16 cm kanoner, men dette blev ændret inden afleveringen til en 27,9 cm riflet forlader fra Armstrong i stævnen, og 6 styk 25,4 cm riflede forladere fra Armstrong i bredsiden, fordelt med tre i hver side. Da torpedobåde begyndte at blive en trussel, fik skibene opstillet 6 styk 75 mm.

## Tjeneste
Principe Amedeo blev afleveret fra flådeværftet i Stabia (lidt syd for Napoli) den 15. december 1874. Man hører ikke meget om det i de næste 10 år, men 19. januar 1885 forlod det Napoli som flagskib for en lille eskadre, der blandt andet også omfattede skruefregatten Garibaldi og den helt nye korvet Amerigo Vespucci. Eskadren medbragte 800 italienske soldater, og deres opgave var at indlede en italiensk kolonisering i Eritrea. På turen gennem Suezkanalen stødte Principe Amedeo imidlertid på grund og måtte returnere til Messina på Sicilien. De øvrige skibe fortsatte til Massawa, hvor tropperne blev landsat den 4. februar 1885. Den lille egyptiske garnision overgav sig prompte, og Massawa blev herefter hovedbyen for den italienske kolonisering af Eritrea. Panserskibet Castelfidardo, der havde ligget ved Aden i januar 1885, stævnede mod Massawa sydfra, så italienerne kunne nedkæmpe eventuelle kystbatterier, hvilket nu ikke blev nødvendigt.
Principe Amedeo blev i 1886 sendt til Kreta for at beskytte italienske interesser, og i 1888-1889 var det vagtskib ved Taranto. I 1895 udgik det af flådelisten og al udrustning blev fjernet. Skibet lå herefter som flydende ammunitionslager ved Taranto til 1910, hvor det blev solgt til ophugning.

## Eksterne kilder
- Wikimedia Commons har flere filer relateret til Principe Amedeo (skib, 1874)
- Rivista Marittima 1885 (januar-marts) på archive.org  (italiensk)
- Beskrivelse af skibet på den italienske flådes hjemmeside. (italiensk)